# L'Archéomètre
Voir aussi Archéométrie si vous cherchez la discipline scientifique mettant en œuvre des méthodes physiques ou chimiques pour les études archéologiques.
 (juin 2019).
Si vous disposez d'ouvrages ou d'articles de référence ou si vous connaissez des sites web de qualité traitant du thème abordé ici, merci de compléter l'article en donnant les références utiles à sa vérifiabilité et en les liant à la section « Notes et références ».

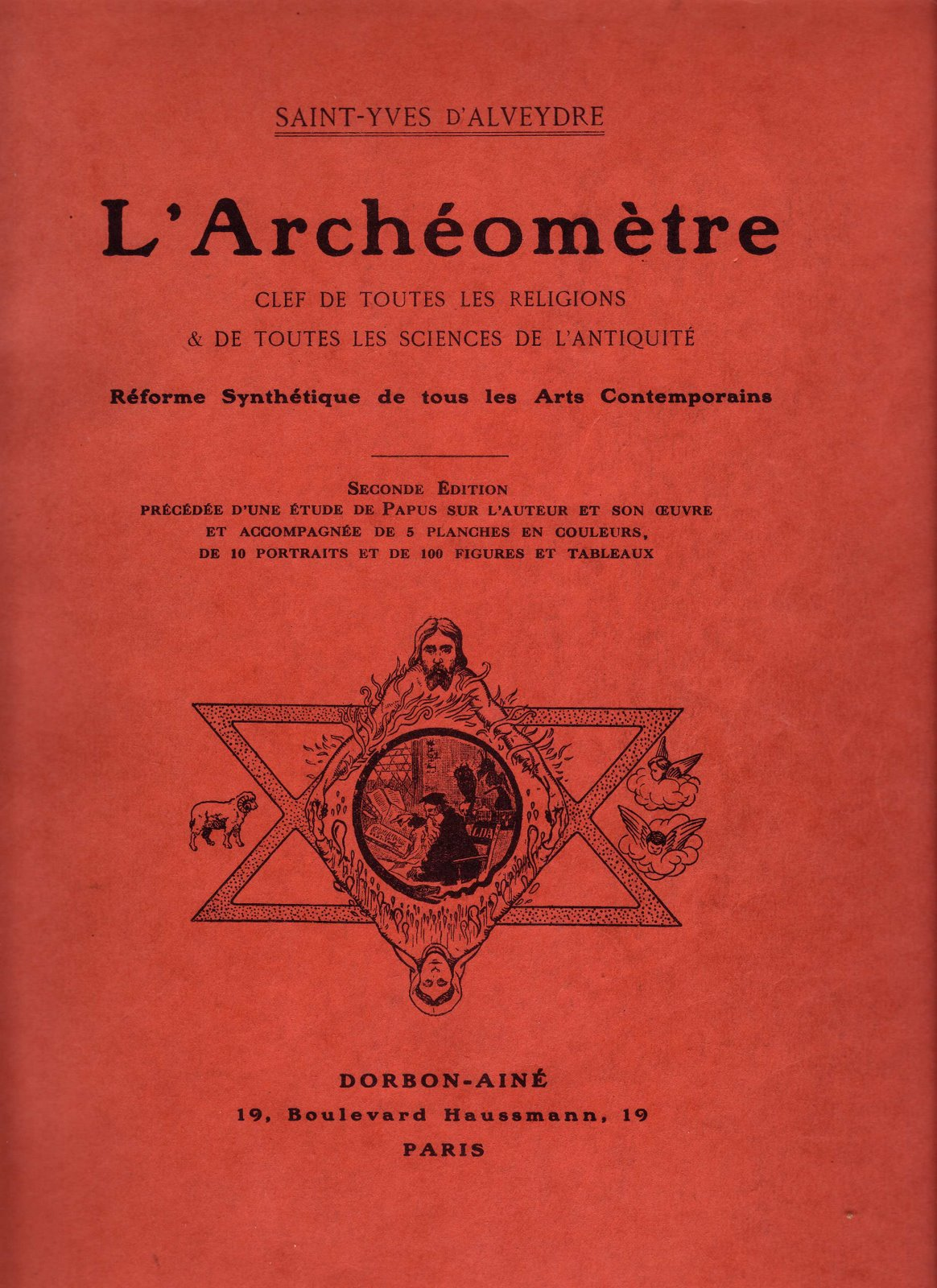
Couverture de L'Archéomètre, clef de toutes les religions et de toutes les sciences de l'antiquité, réforme synthétique de tous les arts contemporains.

L'Archéomètre est un ouvrage de Saint-Yves d'Alveydre publié à titre posthume en 1911. Ce livre n'était qu'un projet que Saint-Yves d'Alveydre n'a pas a eu le temps de terminer.

## Description
En 1913, les « Amis de Saint-Yves d'Alveydre » publient un document posthume de celui-ci (Alexandre Saint-Yves d'Alveydre (1842-1909)) intitulé L'Archéomètre (éditions Dorbon), qui prétend être une clef universelle permettant de jauger l'Antiquité et de déterminer la véritable valeur de chaque système philosophique, scientifique ou religieux, afin de l’intégrer à l’arbre universel de la science ou de la tradition. Le mot même d’« Archéomètre » vient du grec (archês métron) et signifie textuellement « mesure du principe ».
Le système repose sur une série de symboles et de significations qui ont trait à l’Archée, ou au Principe. Les mystères de cet Archée sont multiples et ils se différencient fortement selon l’univers culturel dont ils relèvent, Saint-Yves en distingue essentiellement deux : d’un côté, une antique tradition hébraïque selon laquelle l’Archée équivaut à celle des « lois », qui englobe les animaux du Zodiaque et les autres créatures célestes, ainsi que les lettres de l’alphabet sacré ; d’un autre côté, une tradition d’origine hindouiste, dans laquelle l’Archée est vénéré comme le « sanctuaire des arcanes ».
Sur le disque de « l’Archéomètre » se trouvent indiqués, à côté des symboles stellaires, les planètes, les degrés du cercle, les notes de musique et les lettres de différents alphabets. On y reconnaît les lettres de différentes langues : arabe, assyrienne, chaldéenne, française, samaritaine, syriaque et un autre, plus mystérieux, l'alphabet « adamique ». Apparaissent en outre les lettres de l’alphabet sacré, reflet de l’alphabet astral. Ici, Saint-Yves emploie dix-neuf lettres au lieu des vingt-deux traditionnelles. (Dix-neuf correspond aussi à la somme des douze signes zodiacaux et des sept planètes.) Le thème des lettres et de l’alphabet est d’une importance capitale, car ils représentent, dans beaucoup de systèmes ésotériques, les matériaux indispensables à la méthode combinatoire centrale. La base numérique est un système duodécimal issu d’un triplement de tétragramme (3 x 4).
Le système de représentation de l’Archéomètre est constitué de différentes zones concentriques de correspondances, qui renferment les différents éléments porteurs de sens : couleurs, planètes, signes du Zodiaque, notes de musique, lettres et chiffres. Son centre est formé de quatre triangles équilatéraux superposés, inscrits dans un même cercle. Dans celui du niveau supérieur, qui correspond à la Terre, la pointe du haut est jaune, celle de droite bleue, celle de gauche rouge. Le triangle immédiatement au-dessous, qui correspond à l’Eau, en position exactement inversée, a sa pointe inférieure violette (mélange du rouge et du bleu), sa pointe gauche orange (mélange du rouge et du jaune) et sa pointe droite verte (mélange du jaune et du bleu). Une rotation à trente ou soixante degrés de ces deux triangles fondamentaux donne le triangle de l’Air et celui du Feu ; leurs pointes sont colorées des tons intermédiaires résultant du mélange des deux couleurs voisines. Le centre est le blanc, c’est-à-dire l’unité. Au-delà des cercles qui enserrent l’Archéomètre se trouve le noir, absence de lumière, donc de toute couleur. C’est le royaume des ténèbres.
Astrologiquement parlant, chacun des trois signes de Feu (Bélier, Lion et Sagittaire) est suivi — dans le sens inverse des aiguilles d’une montre — par un des trois signes de Terre (Capricorne, Taureau et Vierge). Suivent un des trois signes d’Air (Balance, Verseau et Gémeaux), puis un des trois signes d’Eau (Cancer, Scorpion et Poissons). Pour la répartition des planètes en fonction des signes zodiacaux (les ”domiciles” de ces planètes, sur lesquels elles règnent), le Soleil (symbole du jour) et la Lune (symbole de la nuit) ont chacun un domicile qui leur est entièrement réservé (ceux du Lion et du Cancer, respectivement). Chacune des autres planètes règne donc sur deux signes zodiacaux et possède ainsi deux couleurs, qui sont celles des oxydes ou des sels du métal dévolu à chaque planète, chacun d’eux ayant généralement deux oxydes. Saturne lunaire (ou nocturne, dans le Capricorne) correspond au jaune ; Saturne solaire (ou diurne, dans le Verseau), au jaune-orange. Jupiter lunaire (dans les Poissons) correspond à l’orange ; Jupiter solaire (dans le Sagittaire), au vert-jaune, et ainsi de suite. Parmi les métaux, l’or appartient au Soleil, l’argent à la Lune, le plomb à Saturne, l’étain à Jupiter, le fer à Mars, le cuivre à Vénus et le vif-argent à Mercure. Les couleurs traditionnelles se rapportent ainsi à l’aspect des différents métaux dévolus aux planètes. La symbolique des jours se superpose à l’ensemble, en attribuant le dimanche au Soleil, le lundi à la Lune, le mardi à Mars, le mercredi à Mercure, le jeudi à Jupiter, le vendredi à Vénus et le samedi à Saturne. En ce qui concerne les tonalités (toutes majeures), Jupiter est en ut, Mars en ré, le Soleil en mi, Vénus en fa, Mercure en sol, la Lune en la et Saturne en Si.
Si l’on parcourt l’édifice circulaire de l’Archéomètre selon un certain trajet, on passe constamment du jour à la nuit, ou plus exactement du domicile diurne au domicile nocturne de chacune des planètes. Dans un espace tridimensionnel, la répartition prend alors la forme d’un corps hélicoïdal.
Le planisphère de l’Archéomètre se divise en sept zones concentriques, lues de l’extérieur vers l’intérieur.
La première zone se compose de deux anneaux portant les indications de degré courant en sens inverse d’un anneau à l’autre, de sorte que la somme des chiffres situés sur le même rayon donne toujours 360.
La seconde zone contient les lettres « modales », c’est-à-dire les douze lettres morphologiques, les douze lettres arithmologiques, les chiffres indiquant les propriétés magiques des chiffres et les douze couleurs. La troisième zone est mobile et contient un anneau à douze pointes — chacune d’elles renfermant une planète, une lettre tirée de chacun des cinq alphabets différents, un chiffre et une couleur — ainsi que l’anneau incolore où figurent les notes de musique. La quatrième zone — fixe — se compose des symboles représentant les douze signes du Zodiaque ; la cinquième, de nouveau mobile, porte les signes des planètes. La sixième zone est occupée par les douze pointes issues de quatre triangles superposés, soit douze couleurs. La septième zone, au centre, est tenue par la note de musique centrale — mi — symbolisée par son initiale ; six diamètres y définissent douze rayons blancs.

### L'Archéomètre
Le livre consacré à l'Archéomètre n'était qu'un projet. Saint-Yves d'Alveydre n'a pas eu le temps de le rédiger. Un certain nombre de documents ont été découverts après sa mort donnant lieu à deux publications distinctes :
1. Le plus connu est le texte publié par les « Amis de Saint-Yves d'Alveydre » sous la direction de Papus : ce texte s'intitule L'Archéomètre. Clef de toutes les religions et de toutes les sciences de l'Antiquité. Réforme synthétique de tous les arts contemporains. Il a été publié de nombreuses fois (pour la première édition : 1913, Paris, Dorbon aîné, 332 p., gallica.bnf.fr). L'annonce de sa sortie est paru dans la revue Mysteria en janvier 1913. La date souvent avancée de 1911 n'est que celle de la rédaction de la préface du livre sous forme d'un avertissement. Ce livre a été réédité aux éditions Trédaniel.
2. Le texte original est une série d'articles publiés dans la revue La Gnose (1909-1912) et signés « T ». Il regroupe plusieurs rédacteurs de La Gnose dont René Guénon (il signe à l'époque sous le pseudonyme de Palingénius). Le premier article parait dans le no 9 (juillet-août 1910) et le dernier dans le no 2 (février 1912). Ces articles, comme l'intégralité des articles de La Gnose, ont été réédités en France en décembre 2009 aux éditions de l'Homme Libre, collection Le Chemin du Cinabre  (ISBN 978-2-912104-70-0). De plus tous les articles publiés sur l'Archéomètre, plus deux articles inédits de Guénon qui poursuivent cette étude interrompue par l'arrêt de la revue, ont été réédités aux éditions Kalki en août 2014  (ISBN 978-1500686314).

Deux livres ont été consacrés à une étude de l'Archéomètre :
- Shoral, Les forces magiques. Etudes archéométriques, Durville, 1988, 160 p. (Il s'agit d'une étude occultiste).
- Bruno Hapel, René Guénon & l'Archéomètre, Guy Trédaniel, 1996, 194 p.

### Saint-Yves d'Alveydre
- Jean-Pierre Laurant, L'ésotérisme chrétien en France au XIXe siècle, Lausanne, L'Âge d'Homme, coll. « Politica Hermetica », 1992, 244 p. (ISBN 2-8251-0330-6, présentation en ligne).
- Jean Saunier, La Synarchie, Évreux, Le Cercle du bibliophile, coll. « Histoire des personnages mystérieux et des sociétés secrètes », 1973 (1re éd. 1971, Paris, Culture, art, loisirs), 287 p.Le faux-titre porte : La Synarchie ou le Vieux rêve d'une société nouvelle.
- Jean Saunier, Saint-Yves d'Alveydre ou une synarchie sans énigme, Paris, Dervy-livres, coll. « Histoire et tradition », 1981, 485 p. (ISBN 2-85076-141-9, présentation en ligne).